# Velký Osek
Velký Osek är en ort i Tjeckien.   Den ligger i regionen Mellersta Böhmen, i den centrala delen av landet, 50 km öster om huvudstaden Prag. Velký Osek ligger 191 meter över havet och antalet invånare är 2 150.
Terrängen runt Velký Osek är platt.Runt Velký Osek är det ganska tätbefolkat, med 75 invånare per kvadratkilometer. Närmaste större samhälle är Poděbrady, 6,8 km nordväst om Velký Osek. Trakten runt Velký Osek består till största delen av jordbruksmark.